# Henriette Feuerbach
Pour les articles homonymes, voir Feuerbach.
Henriette Feuerbach (13 août 1812 - 5 août 1892) est une écrivaine allemande et mécène. Elle est l'épouse de Joseph Anselm Feuerbach et la belle-mère du peintre Anselm Feuerbach, qu'elle a soutenu dans son activité artistique.

## Biographie
Née Henriette Heydenreich à Ermetzhofen, elle est la troisième enfant et fille unique du pasteur Johann Alexander Heydenreich (1754–1814) et de son épouse Friederika Christine née Freudel. Ses frères sont Friedrich Wilhelm Heidenreich, qui deviendra médecin, et Christian Heydenreich (1800–1865), futur juge. Ils grandissent à Ansbach et reçoivent une formation en latin, en grec et en musique.
Elle épouse le 13 avril 1834 Josef Anselm Feuerbach, veuf d'Amalie Keerl (1805–1830). Elle a deux enfants, Emilie (1827–1873) et Anselm (1829–1880). La famille vit d'abord à Fribourg-en-Brisgau, puis à Heidelberg. Elle donne des cours de piano, dirige une chorale et organise des concerts chez elle . Clara Schumann et Johannes Brahms font partie des habitués de son salon. Brahms et Henriette se tiennent en haute estime ; dans une des lettres de Brahms, il la décrit comme « cette femme splendide et son illustre fils ». Après la mort d'Anselm, Brahms compose Nänie (1881) à sa mémoire et inclut une dédicace à Henriette.
Elle soutient son beau-fils pour s'établir comme artiste et, après sa mort en 1880, pour perpétuer sa renommée. Après sa mort, elle aurait détruit toutes ses lettres personnelles, puis elle publie un recueil de ses écrits « qui le montrent purement en tant qu'artiste, en tant que génie luttant avec lui-même, son travail et ses mécènes ignorants » ce qui contribue effectivement à sa renommée les décennies suivantes.
Elle meurt à Fribourg, huit jours avant son 80e anniversaire.

## Publications
- Sonntagsmuße – ein Buch für Frauen. Campe Verlag, Nürnberg 1846.
- Feuerbach, J. A. v., Nachgelassene Schriften in four volumes, Verlag Vieweg und Sohn, Braunschweig 1853
  - Vol. 1: Anselm Feuerbach's Leben, Briefe und Gedichte, ed. Henriette Feuerbach,
  - Volumes 2–4: Geschichte der griechischen Plastik und Kunstgeschichtliche Abhandlungen, ed. Hermann Hettner.
- Uz und Cronegk. Zwei fränkische Dichter aus dem vorigen Jahrhundert., Engelmann Verlag, Leipzig 1866.
- Henriette Feuerbach (ed.): Ein Vermächtnis – Anselm Feuerbach; Propyläen-Verlag, Berlin 1924